# Едгарас Янкаускас
Едгарас Янкаускас (лит. Edgaras Jankauskas, нар. 12 березня 1975, Вільнюс) — литовський футболіст, нападник. По завершенні ігрової кар'єри — футбольний тренер. Наразі очолює тренерський штаб збірної Литви. 
Як гравець насамперед відомий виступами за клуби «Реал Сосьєдад» та «Порту», а також національну збірну Литви.

## Клубна кар'єра
У дорослому футболі дебютував 1991 року виступами за «Жальгіріс», в якому провів п'ять сезонів, взявши участь у 93 матчах чемпіонату. Після цього переїхав у Росію, де по сезону виступав за московські ЦСКА та «Торпедо».
Восени 1997 року перейшов у бельгійське «Брюгге», з якою в першому ж сезоні виграв чемпіонат і став володарем суперкубка країни.
Своєю грою привернув увагу представників тренерського штабу іспанського клубу «Реал Сосьєдад», до складу якого приєднався в січні 2000 року за 2,3 млн. €. Відіграв за клуб із Сан-Себастьяна наступні півтора сезони своєї ігрової кар'єри. У складі «Реал Сосьєдада» був одним з головних бомбардирів команди, маючи середню результативність на рівні 0,37 голу за гру першості.
Протягом сезону 2001–02 років на правах оренди захищав кольори португальської «Бенфіки».
Влітку 2002 року уклав контракт з «Порту», у складі якого провів наступні два роки своєї кар'єри гравця. Більшість часу, проведеного у складі «Порту», був основним гравцем атакувальної ланки команди. За цей час двічі виборював титул чемпіона Португалії, ставав володарем Кубка УЄФА та кубка Португалії, а також переможцем Ліги чемпіонів УЄФА. Після уходу з команди Жозе Моурінью втратив місце в основному складі команди і був відданий в оренду до французької «Ніцци».
2005 року перейшов у «Каунас», проте майже відразу був відданий в оренду в шотландський «Хартс», де і провів один сезон, ставши віце-чемпіоном країни та володарем кубку.
Протягом 2007—2009 року виступав у складі АЕКа (Ларнака), «Белененсеша», «Сконто» та «РЕО» (Вільнюс), проте в жодній з команд надовго не затримався.
У 2009—2010 роках виступав за американський «Нью-Інгленд Революшн».
Завершив професійну ігрову кар'єру у нижчоліговому російському клубі «Факел» (Воронеж), за який виступав протягом 2011 року.

## Виступи за збірну
1991 року у віці 16 років дебютував в офіційних матчах у складі національної збірної Литви в грі Балтійського кубка проти збірної Естонії. Проте, з того часу до 1995 року Янкаускас не викликався до лав збірної, і лише після того став її основним гравцем.
Протягом кар'єри у національній команді, яка тривала з перервами 16 років, провів у формі головної команди країни 56 матчів, забивши 10 голів.

## Кар'єра тренера
Розпочав тренерську кар'єру відразу ж по завершенні кар'єри гравця, 2011 року, ставши тренером-перекладачем московського «Локомотива».
З липня 2012 року є асистентом шотландського «Хартса».

## Титули і досягнення

### Командні
- Чемпіон Литви (2):

«Жальгіріс»: 1993-94, 1994-95
- Володар Кубка Литви (3):

«Жальгіріс»: 1991, 1992-93, 1993-94
- Чемпіон Бельгії (1):

«Брюгге»: 1997-98
- Володар Суперкубка Бельгії (1):

«Брюгге»: 1998
- Чемпіон Португалії (2):

«Порту»: 2002-03, 2003-04
- Володар Кубка Португалії (1):

«Порту»: 2002-03
- Володар Суперкубка Португалії (2):

«Порту»: 2003, 2004
- Володар Кубка УЄФА (1):

«Порту»: 2002-03
- Переможець Ліги чемпіонів УЄФА (1):

«Порту»: 2003-04
- Володар Кубка Шотландії (1):

«Гарт оф Мідлотіан»: 2005-06

### Особисті
- Гравець року в Литві: 1997, 1998, 2000, 2001, 2004
- Найкращий бомбардир Чемпіонату Литви: 1995-96